# ВесЪ (рэпер)
Анар Зейналов (род. 5 октября 1983, Баку; псевдонимы ВесЪ и Kitoboy) — российский рэпер, автор песен, участник группы «Каспийский груз».

## Биография
Родился 5 октября 1983 года в Баку, в семье военнослужащего.
Со времени обучения в школе начал писать песни и стихи. После окончания школы переехал в Россию. Получил юридическое образование, но по профессии не работал.
В 1999 году вместе с Тимуром Одилбековым («Брутто») основал музыкальную группу «Каспийский груз». С 2011 года группа стала выпускать треки на криминальную тематику.
Выпускает сольные альбомы как под основным псевдонимом «ВесЪ», так и в качестве «Kitoboy».

## Дискография

### В составе группы «Каспийский груз»
- 2013 — «Рингтоны для зоны»
- 2014 — «Пиджакикостюмы»
- 2014 — «Треникиспортивки»
- 2015 — «Сторона А, Сторона Б»
- 2016 — «Гиблое дело №»
- 2016 — «The Брутто»
- 2016 — «The ВесЪ»
- 2016 — «Троица»
- 2017 — «Саундтрек к так и не снятому фильму»
- 2023 — «Осторожно окрашено»

### Сольное творчество
- 2018 — «Y» (проект Kitoboy)[11][12][13]
- 2020 — «Улей» (совместный альбом Slimus и ВесЪ)[14][15]
- 2020 — «ВесЪокосный Год» (ВесЪ)[1][9]

Рецензия на альбом:

ВесЪ центрируется на работе со словом. Главным образом, он конструирует куплеты при помощи коротких остроумных противопоставлений: произносит строчку о том, что всё хорошо, но за ней тут же прилетает фраза-добивка, переворачивающая всё с ног на голову. Весь альбом будто соткан из контрастов — и не только в плане стилистики изложения. По части продакшна ВесЪ тут показывает настоящий мастеркласс: песни с семплами из старых советских мелодрам и по-ньюйоркски оркестровый хип-хоп перемежается с синтетическими битами на 808-х, а те — с этническими арабскими мотивами, есть новость о части альбома Зейналова на Rap.ru.